# 京都薬科大学の人物一覧
京都薬科大学の人物一覧（きょうとやっかだいがくのじんぶついちらん）は、京都薬科大学に関係する人物の一覧記事。

## OB・OG

### 財界
- 浦田泰生 - オンコリスバイオファーマ創業者・社長

### 研究者・学者
- 大宮寛久 - 京都大学教授、向山賞
- 中村敏一 - 大阪大学名誉教授、アンジェス創業者、紫綬褒章
- 益富壽之助 - 日本鉱物趣味の会代表、紫綬褒章
- 三浦進司 - 静岡県立大学教授
- 三砂ちづる - 津田塾大学教授

### スポーツ
- 増田卓 - 元大映スターズ選手

### マスコミ
- 中島優子 - 元関西テレビアナウンサー